# Dolmen de Galuert
Le dolmen de Galuert est un dolmen situé à Llauro, dans le département français des Pyrénées-Orientales.

## Historique
Le dolmen a été découvert et fouillé en 1957 par Jean Abélanet.

## Description
Le dolmen est constitué de blocs de schiste non équarris d'origine locale qui se confondent facilement avec les rochers et les tas d'épierrement des environs. Il est ainsi difficile discerner s'il existe un tumulus et qu'elles en seraient ces dimensions. La chambre est de petite taille (0,93 m sur 0,80 m). Elle est délimitée par trois blocs constituant le chevet (1,20 m de long sur 0,77 m de haut et 0,20 m d'épaisseur), le côté nord (0,90 m de long sur 1 m de haut et 0,24 à 0,28 m d'épaisseur) et le côté sud (0,70 m de long sur 1,10 m de haut et 0,20 à 0,45 m d'épaisseur). L'ensemble est partiellement recouvert par un bloc (1,35 m sur 1,05 m) faisant office de dalle de couverture. La chambre ouvre au nord-ouest, ce qui constitue une orientation tout à fait inhabituelle. Trois dalles plus petites délimitent un court couloir devant l'entrée.

## Matériel archéologique
Abélanet a recueilli dans la chambre un petit matériel archéologique constitué de tessons de céramique préhistoriques, d'une petite lame en silex retouchée et deux perles (1 minuscule  en stéatite de couleur gris-noir, 1 perle en forme de disque).